# Jerzy Leon Nowak
Jerzy Leon Nowak (ur. 26 sierpnia 1954 w Opalenicy) – polski sztangista, magister wychowania fizycznego. Trener II klasy w specjalizacji podnoszenie ciężarów. Instruktor piłki nożnej, narciarstwa, pływania i gimnastyki.

## Kariera sportowa i trenerska
Nauczyciel wychowania fizycznego w Szkole Podstawowej w Opalenicy, Szkole Podstawowej nr 2 w Nowym Tomyślu oraz Zespole Szkół Zawodowych w Nowym Tomyślu, od 1994 roku prowadzi własną działalność. Podnosił ciężary, wychowanek Bernarda Hajduka w LKS „Wielkopolska” (1971-1973), następnie zawodnik KS Unia Swarzędz (1973-1980) i KS Promień Opalenica (1980-1982). Brązowy medalista MPJ (1973) w kategorii piórkowej, mistrz województwa poznańskiego. Mistrz świata weteranów w kat. do 75 kg oraz do 40 roku życia (Perth, Australia 1994). Ponadto uczestnik MŚ w 1996 roku (Collingwood, Kanada – VII miejsce), w 1998 roku (Portland, USA – IX miejsce) oraz ME w 1994 roku (Austria, IV miejsce). Trener w KS Promień Opalenica (1980-1989), LZS Budowlani Nowy Tomyśl (1989-2000) i LKS Budowlani (od 2010). Wśród jego wychowanków znaleźli się: mistrzowie Polski, medaliści ME, uczestnicy IO i MŚ, są to m.in. Paweł Najdek, Maciej Kudłaszyk, Wojciech Piechowiak, Arkadiusz Nierodkiewicz oraz Martin Stasik.
Rekordy życiowe:
| Konkurencja          | Data i miejsce | Wynik |
| -------------------- | -------------- | ----- |
| podnoszenie ciężarów |                |       |
| podnoszenie ciężarów |                |       |

## Działalność sportowa i społeczna
Założyciel sekcji podnoszenia ciężarów w KS Promień Opalenica (1980) oraz LZS Budowlani Nowy Tomyśl (1989). Z Budowlanymi uzyskał awanse do I ligi jako trener (1993) oraz jako prezes (2016). Współuczestniczył w budowaniu siłowni w Opalenicy i powstaniu Młodzieżowego Centrum Podnoszenia Ciężarów w Nowym Tomyślu, z ramienia Polskiego Związku Podnoszenia Ciężarów był odpowiedzialny za organizację MŚ seniorów we Wrocławiu (2013) i ME do lat 15 i 17 w Ciechanowie (2014).
Wiceprezes Polskiego Związku Podnoszenia Ciężarów ds. szkoleniowych (2012-2016), prezes Wielkopolskiego Związku Podnoszenia Ciężarów (od 2012), prezes LZS Budowlani Nowy Tomyśl (1995-2000), prezes LKS Budowlani-Całus Nowy Tomyśl (od 2011). Członek RW Z LZS w Poznaniu (od 2011), a także członek komisji sportu przy RG Z LZS w Opalenicy (lata 80.). Radny Rady Narodowej Miasta i Gminy Opalenica.

## Odznaczenia
Uhonorowany m.in.: Brązową Odznaką „Za Zasługi dla sportu”, Brązowym Krzyżem Zasługi, Odznaką Honorową „Za zasługi dla województwa poznańskiego”, „Zasłużony dla Gminy i Miasta Nowy Tomyśl”, Złotą Odznaką Honorową LZS, tytułem „Zasłużony Działacz PZPC”, Medalem 70-lecia LZS oraz Medalem 90-lecia PZPC. Człowiek Roku 2014 w mieście Nowy Tomyśl. Honorowy obywatel powiatu nowotomyskiego 2019.